# Морж (подводная лодка)
«Морж» — подводная лодка Российской империи, головной корабль типа «Морж». Несмотря на то, что лодка дала название всему проекту, она была спущена на воду лишь второй — после «Нерпы», а введена в строй — последней из трёх. Эта же лодка («Морж») стала единственной боевой потерей среди русских подводных сил на Чёрном море в годы Первой мировой войны.

## История строительства

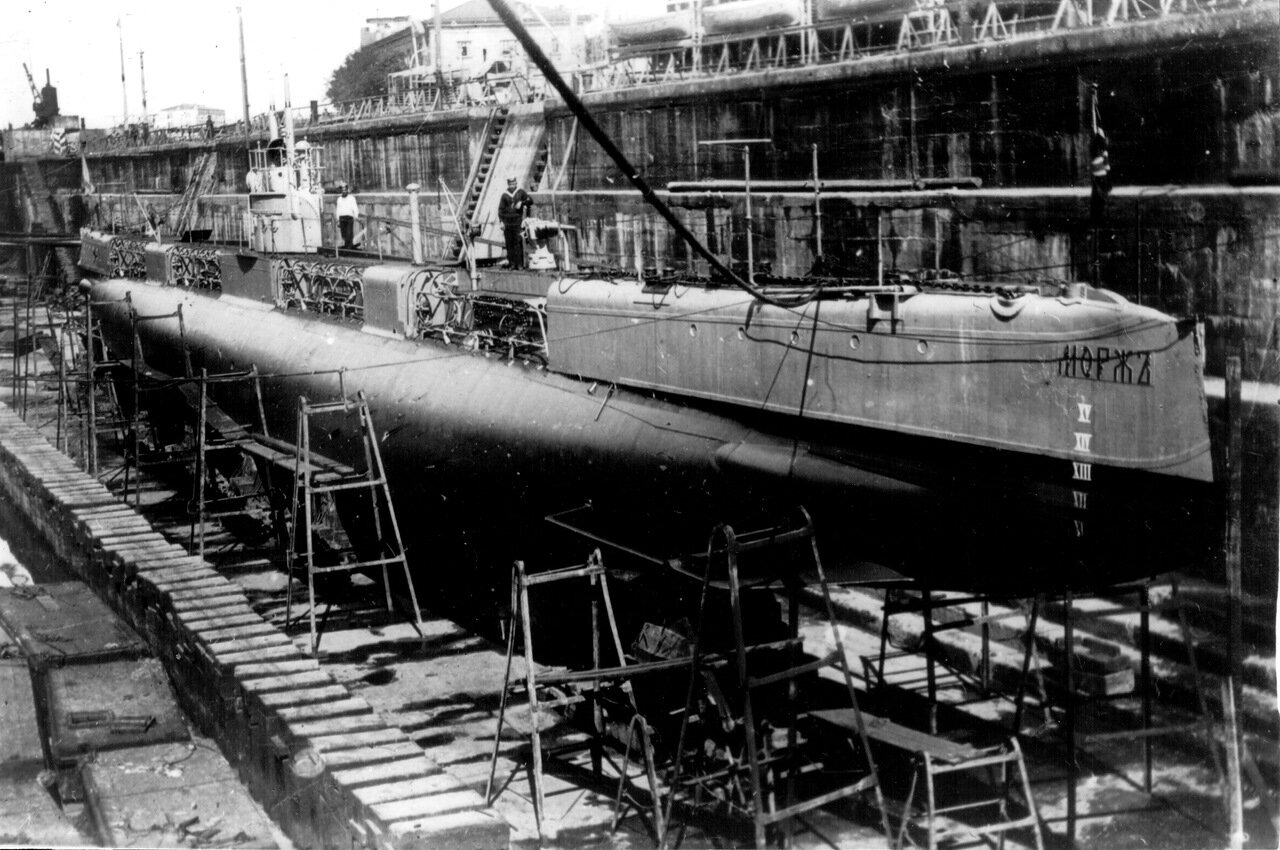
Николаев. Русская подводная лодка "Морж" на верфи. 1914-1915 гг.

25 июня 1911 года в специально образованном Николаевском отделении Балтийского завода были выставлены корпусные конструкции одновременно всех трёх лодок проекта. 11 октября подводной лодке было присвоено название «Морж», под которым её зачислили в списки Российского Императорского флота. Согласно донесениям наблюдающих, по состоянию на 1 января 1913 года готовность лодки по корпусу составляла 41—42 %. Официальная закладка корабля состоялась 16 августа, через день после официальной закладки и спуска на воду «Нерпы». Через месяц, 15 сентября на воду спустили и «Моржа». По состоянию на 1 января 1914 года готовность по корпусу составляла около 70 %.
Свой первый выход в море «Морж» совершил ещё до официального ввода в строй — 11 февраля — 6 марта 1915 года под командованием А. М. Беляева. Испытания были завершены 30 апреля и лодка была принята в казну, присоединившись к «Нерпе» и «Тюленю» в Чёрном море уже в мае.

## Конструкция
Все три подводные лодки типа «Морж» обладали практически одинаковыми тактико-техническими характеристиками. Различие заключалось лишь в дополнительных артиллерийских орудиях, изначально не предусмотренных проектом. «Моржу» (как и «Нерпе») достались два орудия — 47-мм и 57-мм. Также подлодки различались установленными на них радиостанциями. По данным на начало 1917 года на «Морже» был установлен аппарат Дюфлона образца 1914 года.

## Боевая служба

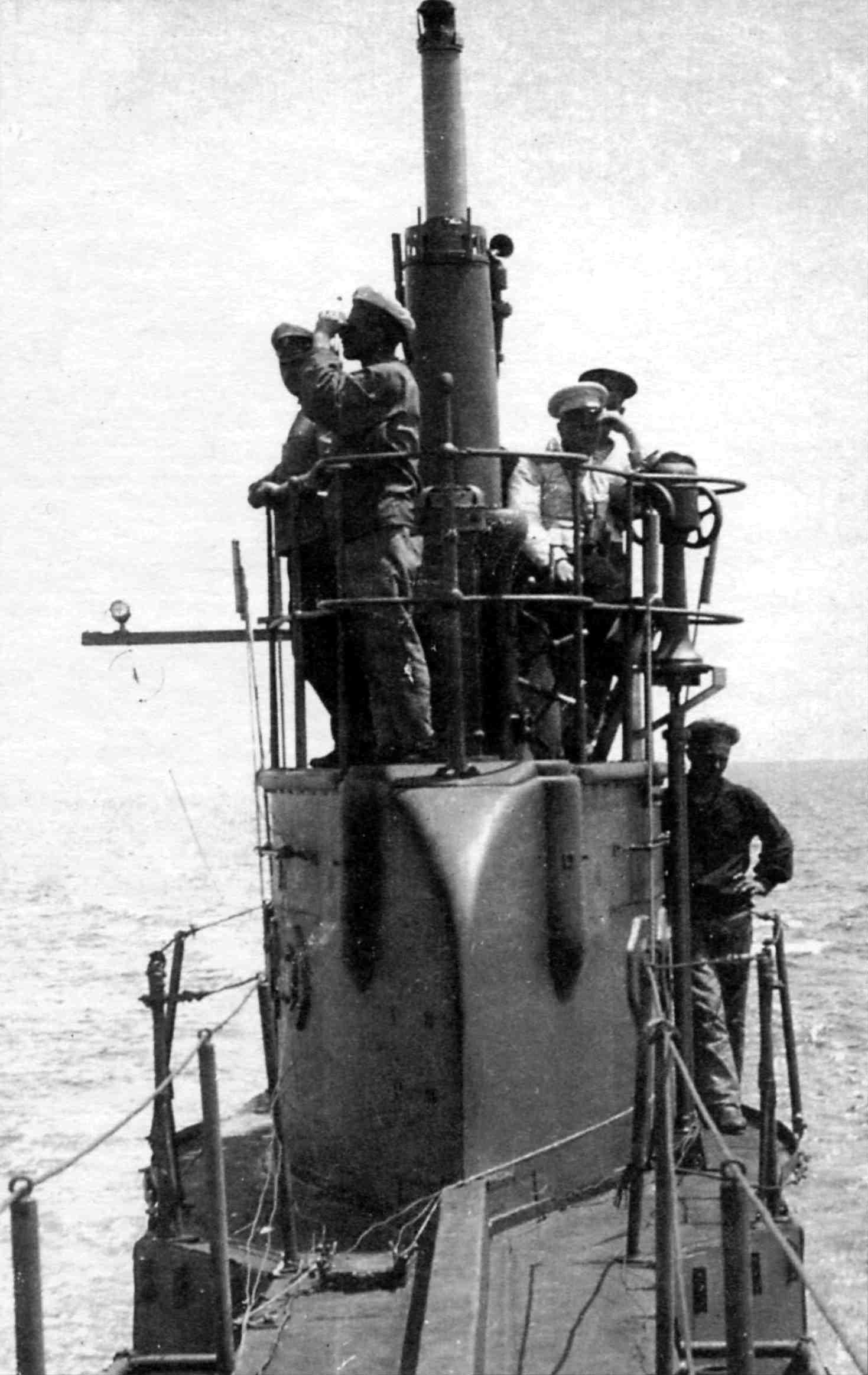
ПЛ «Морж» в походе.
Офицер на мостике — ст. лейтенант В. В. Погорецкий (сидит в белой фуражке). 1915 г.

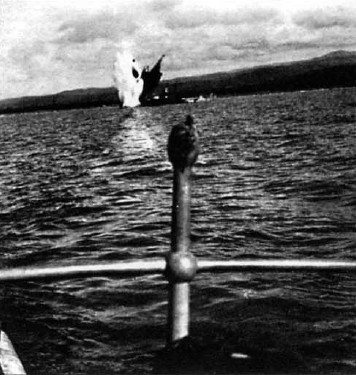
Момент потопления торпедой турецкого транспорта «Эдирне». Снимок с мостика ПЛ «Моржа».

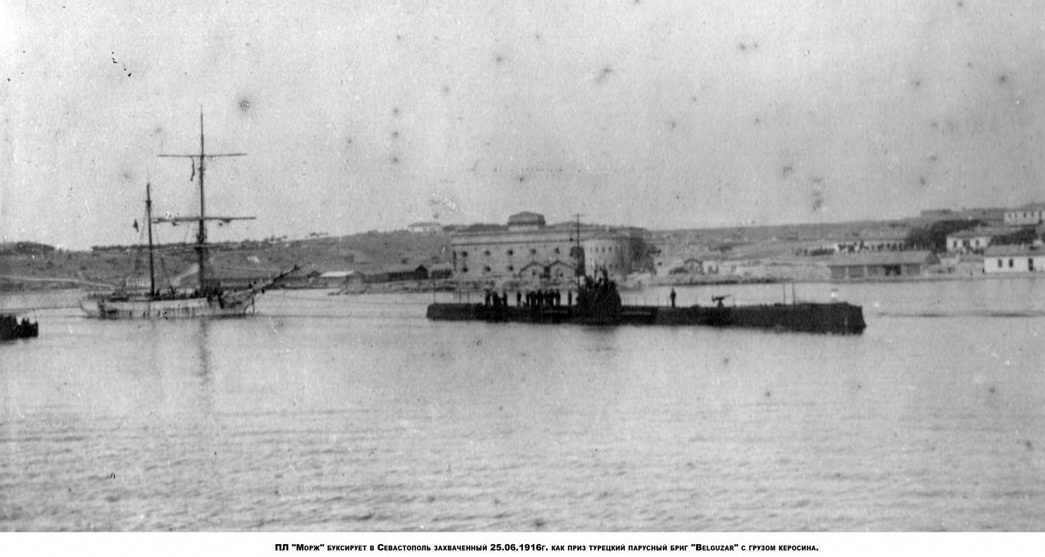
ПЛ «Морж» буксирует в Севастополь захваченный 25.06.1916г. как приз турецкий парусный бриг «Belouzar» с грузом керосина.

С начала 1915 года «Морж» числился в составе 1-го дивизиона бригады подводного плавания Черноморского флота. Основной задачей подводных лодок в годы Первой мировой войны ставилось нарушение коммуникаций неприятеля на прибрежных участках с целью недопущения снабжения Стамбула (столицы Оттоманской империи), являвшегося главной базой германо-турецкого флота.

### Боевые походы

#### 1915 год
- 2 июня — уничтожена парусная шхуна у Пендераклии (ныне Эрегли).
- 4 июня — уничтожен турецкий пароход «Эдирне» (англ. Edirne) в устье Сакарьи.
- 5 июня — задержан и сожжён парусник с углём в устье Сакарьи.
- 28 июня — уничтожен парусник с грузом на меридиане Аладжиклара; уничтожен пароход у пролива Босфор; совершена неудачная атака эсминца типа «Самсун».
- 29 июня — уничтожен большой угольный транспорт «Игнеада» (англ. Igneada), бывший русский пароход «Ида», с грузом 2414 т угля.
- 3 июля — уничтожены три шхуны с грузом: «Инает-и Бахри» (англ. Inaet-i Bahri), «Тиджарет-и Бахри» (англ. Ticaret-i Bahri), «Хюдавендигар» (англ. Hudavendigar) — в районе Ада-Рыклара, 13 членов экипажей взято в плен.
- 14 сентября — уничтожена шхуна с углём в устье Агвы.
- 1 ноября — атакован линейный крейсер «Явуз Султан Селим» (англ. Yavuz Sultan Selim) в охранении двух эсминцев у входа в пролив; возможно, один из эсминцев («Муавенет-и Миллие» (англ. Muavenet-i Milliye)) получил повреждения.

С декабря по январь 1916 года «Морж» находился на ремонте в Николаеве из-за повреждения одной из балластных цистерн.

#### 1916 год
- 19 февраля — поврежден пароход с углём у Зонгулдака.
- 10 марта — уничтожен колесный буксир «Дарыжа» (англ. Darica) у Зонгулдака.
- 12 марта — безуспешная атака вспомогательного тральщика «Рюсумет № 2» (англ. Rusumet № 2), находившегося в дозоре у Зонгулдака
- 3 апреля — добит пароход «Дутор», севший на мель у мыса Кара-Бурну; взрывом также уничтожен подошедший к борту парохода большой парусный бриг.
- 25 мая — захвачен трехмачтовый барк «Бельгюзар» (англ. Belguzar) с грузом в 352 т керосина у мыса Эмине. 27 мая — барк отбуксирован в Севастополь, где был зачислен в состав Транспортной флотилии Черноморского флота под названием «Транспорт № 178».[5]
- 24—25 июня — безрезультатные атаки двух пароходов — около Шиле и острова Кефкен.
- 26 июня — безрезультатная атака германского транспорта «Патмос» в районе устья Мелен-Су.
- 31 июля — уничтожена шхуна у острова Кефкен.
- 12 августа — безуспешная попытка атаковать «Нерпу», принятую за вражеский корабль.
- 13 августа — уничтожен парусник у входа в Босфор.
- 12 декабря — безуспешная попытка атаковать турецкие паромы «Ихсан» (англ. Ihsan, Shirket № 37) и «Сютлюдже» (англ. Sutludce, Shirket № 63) в районе мыса Кара-Бурну.

#### 1917 год
- 23 января — захвачены и уничтожены три шхуны с зерном, следовавшие из Констанцы в Стамбул, в районе мыса Мидия.
- 2 марта — уничтожена шхуна № 268 у острова Кефкен.
- 1-11 апреля — уничтожены две шхуны — у острова Кефкен и у входа в Босфор.

За годы войны экипаж «Моржа» потопил 30 турецких судов общим водоизмещением в 4 907 брт, по каждому из этих показателей став третьей по результативности подводной лодкой Черноморского флота.

### Гибель корабля
Вечером 27 апреля 1917 года «Морж» отправился в свой последний боевой поход.
30 апреля в 8:10 «Морж» был обнаружен турецкими береговыми постами в 12 милях севернее Эрегли. Лодка была дважды (около 9:30 и через час после этого) атакована гидросамолетом с бортовым номером 654 (пилот Эберт), однако ни одна бомба не достигла цели, и «Морж», уничтожив за время боя четыре судна, удалился в море.
4 мая в 9:00 «Морж», двигавшийся в направлении Кефкена, был обнаружен береговой охраной рейда реки Сакарья. В 10:50 батарея береговой обороны Акчакоджа атаковала подводную лодку, выпустив 18 снарядов. Личный состав батареи наблюдал облако дыма, исходящего от рубки уплывающей лодки.
За время всего похода «Морж» ни разу не выходил на связь и не вернулся на базу.
| Передаетъ прапорщикъ Андриановъ Военная Адмиралу Русину Ставка Изъ штаба Чернофлота НР 1080/ОП Б/СЛ 12/5 19 30 Оперативная секретная Вышедшая въ очередной дозоръ 28 апреля подводная лодка Моржъ подъ командой старлейта Гадонъ до сих поръ не вернулась Посланные на поиски миноносцы захватили пленныхъ которые показали что первого мая видели бой подводной лодки Моржъ съ гидроаеропланами у Ерегли Вследствие етого является предположение что лодка во время боя погибла точка 19 час 25 минуть 12 мая 1917 года номеръ 1080/ОП КОЛЧАК |

В мае 1918 года немцами был передан выловленный в море вблизи Босфора спасательный круг с надписью «Моржъ».
Экипаж лодки на момент гибели составлял 42 человека, включая 6 офицеров:
- старший лейтенант А. С. Гадон
- старший офицер лейтенант Г. Ф. фон Швебс
- мичман Г. Г. Ковалевский
- мичман В. С. Шварц
- мичман Н. И. Клиндух
- мичман В. И. Брысов

## Возможная причина гибели
5 мая 1917 года субмарина подорвалась на мине. Отсутствие переборок привело к быстрому погружению и гибели «Моржа». До 2002 года место гибели подлодки «Морж» было неизвестно. Обнаружили его при поиске болгарской шхуны «Струма», которая перевозила еврейских беженцев и была потоплена 24 февраля 1942 года.